# Thales Group
Thales Group — компанія (електронна група), що спеціалізується на авіації, обороні, безпеці та наземному транспорті. Штаб-квартира розташована в діловому районі Ла Дефанс, який знаходиться у передместі Парижу.
Компанія Thales зареєстрована на біржі Euronext Paris, та присутня у 80 країнах світу і з 2 квітня 2019 року в ній працювало 80 000 людей, 2022 року вона набрала 11500 нових співробітників, 2023 планує набрати 12000. Вона є одним із світових лідерів у галузі авіації, космосу, оборони, безпеки та транспорту.
Витоки групи починаються з 1998 року, коли дочірні компанії, що спеціалізуються на військовій діяльності, Alcatel, Dassault Électronique та Thomson-CSF, об’єдналися, щоб сформувати нову компанію.

## Історія
Попередник Thales, Thomson-CSF, розвинувся з Compagnie Française Thomson-Houston (CFTH), заснованої 1893 року. Однак сам Thomson-CSF засновано 1968 року, коли Thomson-Brandt (тоді перейменований CFTH) об'єднав свій відділ електроніки з Генеральною компанією телеграфії без філії (CSF).
У червні 2001 року Thales створила спільне підприємство з Raytheon, щоб об'єднати їх підрозділи з радіолокаційних систем і систем зв'язку. Фірма під назвою ThalesRaytheonSystems на 50 % належить обома материнським компаніям. Спільне підприємство  реструктуризовано у 2016 році, щоб зосередитися виключно на агенціях НАТО та державах-членах НАТО.
У 2002 році Thales заснував спільне підприємство Armaris з французьким суднобудівником DCN, щоб запропонувати повний потенціал суднобудування «знизу вгору». Також у 2002 році Thales Broadcast Multimedia, колишня дочірня компанія Thales, надала Китаю стандартне короткохвильове радіомовне обладнання, призначене для загального радіомовлення. Хоча контракт зовсім не мав на меті перешкодити іноземним радіостанціям, які транслюють на Китай, тепер виявляється, що саме для цього використовуються антени ALLISS.
У 2003 році проєкт Thales UK переміг у конкурсі на авіаносець майбутнього Королівського флоту (CVF), і тепер компанія бере участь в альянсі з BAE Systems і Міністерством оборони Великої Британії.
Thales Navigation, підрозділ, який виробляв GPS-пристрої, проданий групі приватних інвестицій Shah Capital Partners у 2006 році за 170 мільйонів доларів і перейменований у Magellan.

### Придбання
У 2006 році Thales придбала Australian Defence Industries, великого виробника військового обладнання, такого як бездимний порох і Bushmaster PMV.
У квітні 2006 року Thales оголосила про придбання космічного бізнесу Alcatel (67 % Alcatel Alenia Space і 33 % Telespazio) і підрозділу Alcatel Rail Signaling Solutions в рамках угоди, яка також підвищила частку Alcatel у Thales до 21,66 %. Уряд Франції також зменшить свою частку в Thales до 27,1 % з 31,3 % в рамках придбання. Угода також включатиме діяльність із системної інтеграції (ті, які не призначені для телекомунікаційних операторів і охоплюють переважно транспортний та енергетичний сектори). У січні 2007 року було схвалено угоду на 1,7 млрд € (2,24 млрд доларів).
У 2008 році Thales придбала британського постачальника модулів безпеки nCipher.
У грудні 2008 року Alcatel погодився продати 20,8 % акцій французької інженерної групи Thales SA компанії Dassault Aviation SA за 1,57 млрд € (2,27 мільярда доларів).
У 2014 році Alcatel-Lucent розпочав переговори про продаж свого підрозділу кібербезпеки компанії Thales. Угоду підписано в жовтні того ж року.
У 2016 році Thales придбала Vormetric, компанію з безпеки даних, за 400 мільйонів доларів.
У 2017 році він придбав Guavus і зробив ставку на 4,76 млрд € для компанії з цифрової безпеки Gemalto.
У 2018 році Thales зобов'язався відмовитися від nCipher, як умову придбання Gemalto, у червні 2019 року вона продала nCipher до Entrust.
У 2023 році Thales придбала компанію з кібербезпеки Imperva у Thoma Bravo за $3,6 млрд. Придбання було завершено в грудні 2023 р.
24 лютого 2022 року, з початком російського вторгнення в Україну, акції Thales зросли майже на 60 %.

## Фінансова інформація
Станом на червень 2024 року основними акціонерами Thales були Французька держава (26,06%) та Dassault Aviation (26,05%).